# Giacomo Gastaldi

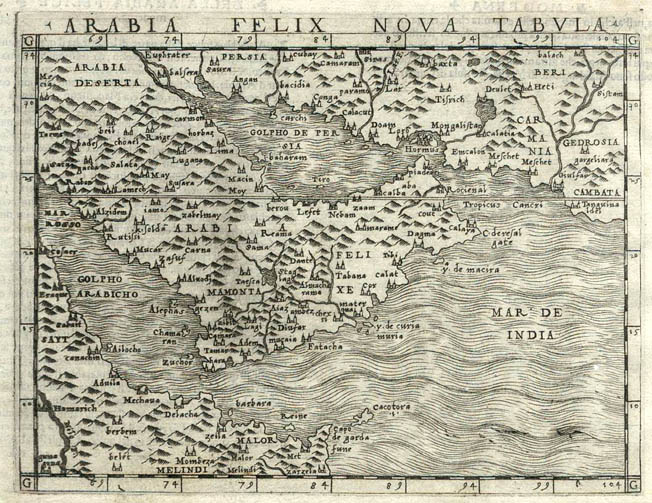
Carta della penisola araba di Giacomo Gastaldi

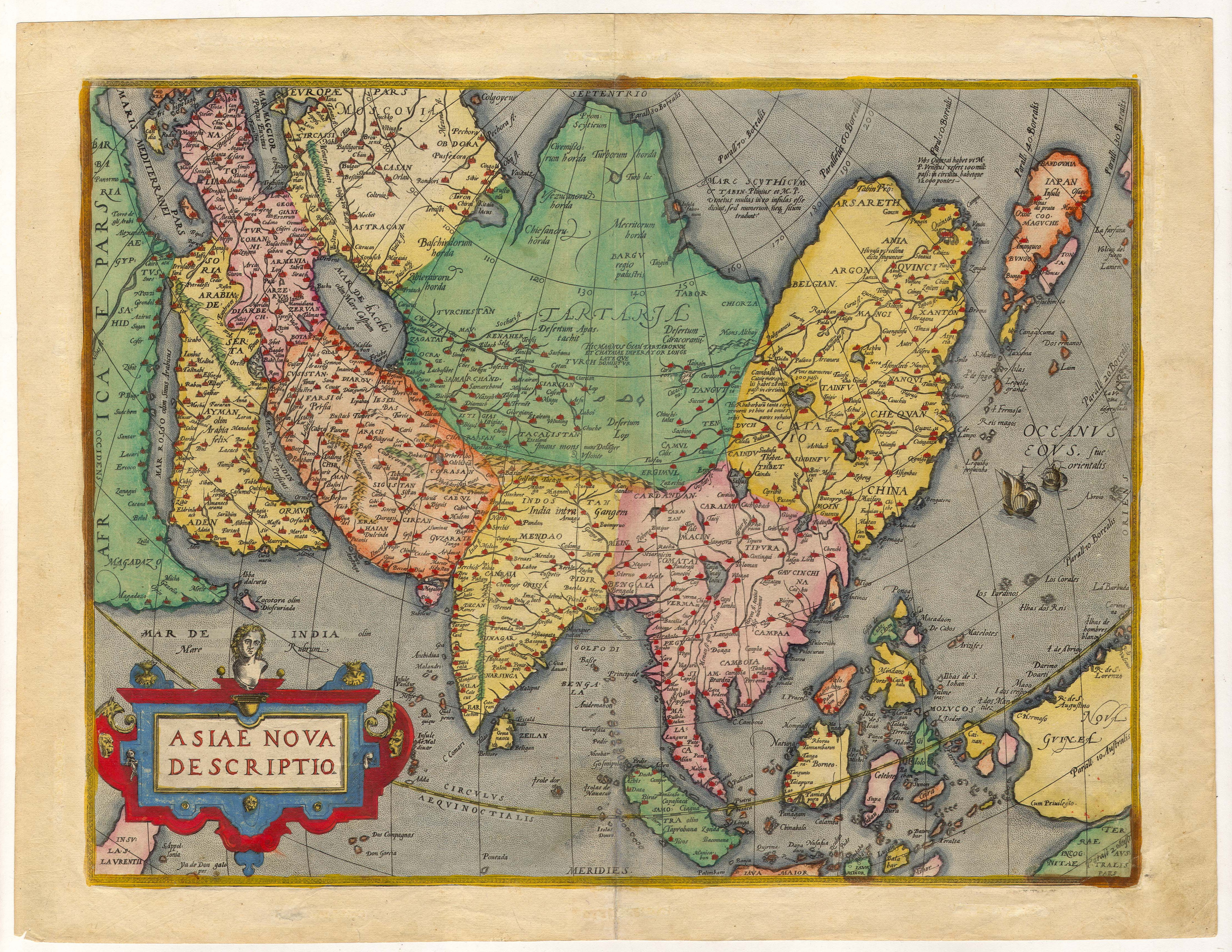
Carta dellAsiae Nova Descriptio di Giacomo Gastaldi

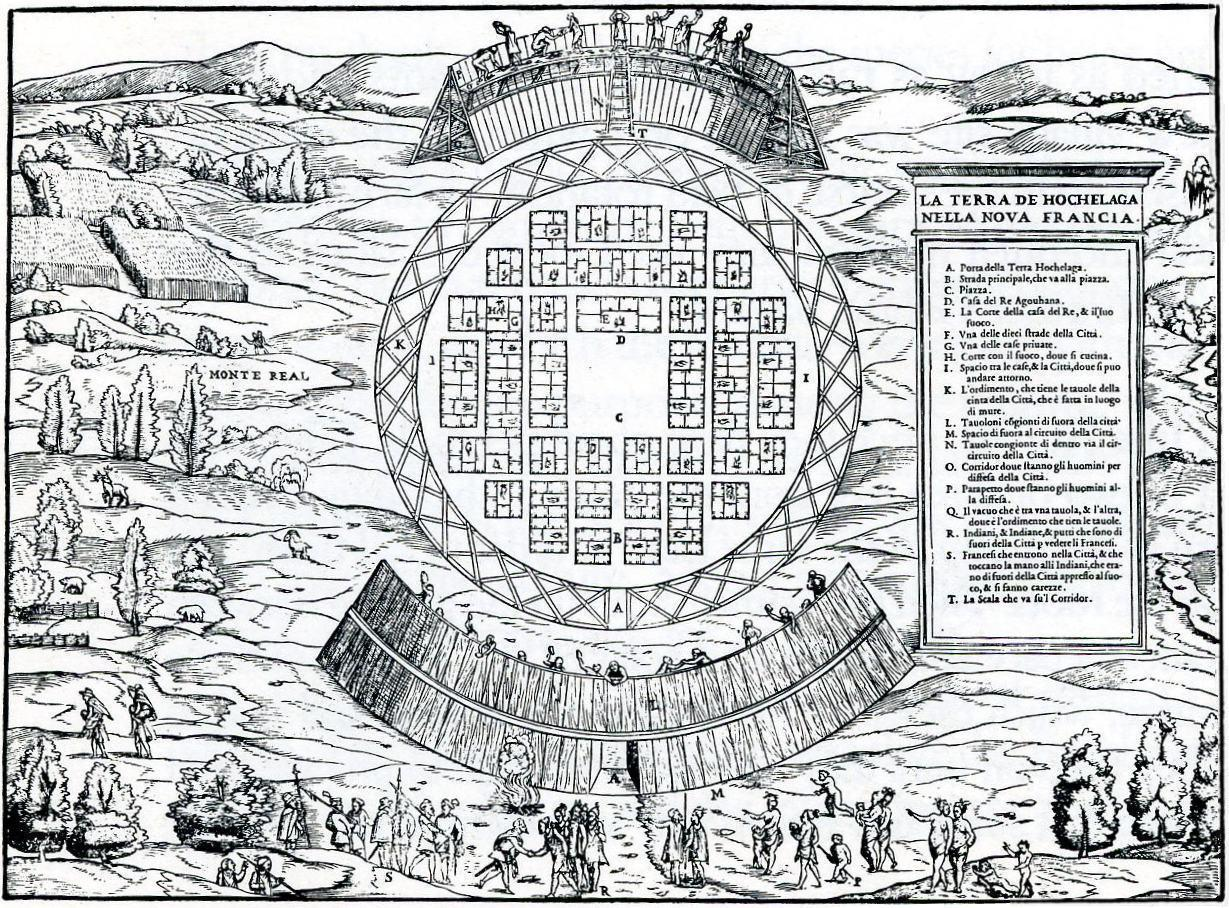
Carta La Terra De Hochelaga Nella Nova Francia, con a sinistra, il Monte Real (Montreal), mappa disegnata da Giacomo Gastaldi come illustrazione del volume Delle Navigationi et Viaggi di Ramusio, (Venezia, 1565)

Giacomo Gastaldi (anche Jacopo o Iacobo) (Villafranca Piemonte, 1500 circa – Venezia, 14 ottobre 1566) fu un importante cartografo veneziano di origine piemontese del XVI secolo.

## Biografia
Nacque in Piemonte da una famiglia nobile. Si trasferì a Venezia nel 1539 dove lavorò come ingegnere al servizio della Serenissima; dal 1544 si dedicò unicamente alla cartografia, divenendo il cosmografo ufficiale della Repubblica di Venezia; il Consiglio dei Dieci si riferiva a lui chiamandolo "Mastro Giacomo di Piemonte il nostro Cosmografo". In breve tempo la sua fama di cartografo si diffuse in Italia ed in Europa. Ebbe il grande merito di utilizzare e diffondere nel campo della cartografia la tecnica dell'acquaforte (incisione su lastre di rame), che consentiva all'incisore di realizzare disegni molto più precisi e nitidi, consentendo una lettura più agevole di esse. Quasi tutti i cartografi antecedenti avevano invece usato la tecnica della xilografia, molto meno precisa.
Gli furono attribuite centonove carte geografiche, in cui rappresentò praticamente tutto il mondo allora conosciuto. Fra le su carte più pregevoli è da ricordare una grande carta dell'Africa in otto fogli pubblicata nel 1564. Nel 1548 pubblicò un'edizione della Geografia di Tolomeo contenente le carte realizzate a partire dal 1542, fra cui due planisferi. Questi planisferi, il primo dei quali è datato 1546, rappresentano le masse continentali dell'emisfero nord uniti fra di loro tramite la parte più settentrionale, cioè fra l'America/Groenlandia e l'Europa. La novità di quest'opera fu che Gastaldi riuscì a stampare i fogli riunendoli in un volume ridotto, facilmente trasportabile.
Nelle sue prime carte, Gastaldi ancora non era a conoscenza della separazione fra America ed Asia e continuò a rappresentare l'America del Sud collegata all'estremità sudorientale della Cina tramite l'istmo dell'America Centrale, e poiché nella cartografia antica la Cina veniva considerata con l'emblema del Drago, la Terra del Fuoco viene descritta come la ‘'Coda del Drago'’.
A partire dal 1562, Gastaldi riconobbe in un opuscolo la separazione dell'America e dell'Asia, e chiamò lo stretto che le separava passaggio a nord-ovest, dal nome d'un regno asiatico descritto da Marco Polo.
Nel 1561 stampò una carta dell'Italia, in cui per la prima volta il profilo delle coste è realizzato facendo riferimento a carte nautiche molto più precise di quelle dei secoli precedenti. Riuscì a rappresentare anche le regioni interne con maggiore veridicità, basandosi su osservazioni astronomiche più attendibili, tanto che questa carta fu basilare per tutte le successive rappresentazioni dell'Italia, e molti cartografi anche stranieri si ispirarono ad essa.
Gastaldi lavorò su commissione di diversi editori, come Nicolo Bascarini e Giovanbattista Pedrezano. Fu anche incaricato dal Consiglio dei Dieci di affrescare una sala del Palazzo ducale con le carte dell'Asia e dell'Africa..
Gastaldi cooperò con Giovan Battista Ramusio, geografo e Segretario del Consiglio dei Dieci, che gli suggerì la realizzazione di diverse carte che poi furono inserite nella sua opera Delle Navigationi et Viaggi.
Fu il caposcuola di una nutrita schiera di incisori cartografi, fra i quali Fabio Licinio (1521–1565), che continuarono ad operare a Venezia con la tecnica dell'acquaforte nel XVI e XVII secolo.
Alle carte di Gastaldi sono stati dedicati due francobolli, uno del 1993 del Bophuthatswana con la rappresentazione dell'Africa in 8 fogli riuniti, e uno delle Bermuda che rappresenta la Terra Nueva.